# 皮提亞島
皮提亞島（英語：Pythia Island）是南極洲的島嶼，位於葛拉漢地西岸的丹科海岸，處於企業島東面的威爾米納灣，長0.4公里，英國南極名稱諮詢委員會以地質學家命名，現時由南極條約體系管理。